# Informacija
Informácija ima glede na kontekst različne pomene, ki pa so praviloma povezani s pojmi pomen, znanje, navodilo, komunikacija, predstavitev ali miselna spodbuda.
Čeprav pogosto slišimo govoriti o vstopu v »informacijsko dobo«, o »informacijski družbi« ter informacijski tehnologiji, in čeprav sta informatika in računalništvo pogosto v ospredju, se uporablja strokovni izraz »informacija« pogosto brez poglobljenega razumevanja številnih pomenov, ki jih je pridobil.
Informacija na splošno ni nič oprijemljivega, ampak je neposredno uporaben podatek, neko sporočilo, ki nas pouči o nekem dogodku, količini, stanju in podobnem, ki je podano za nadaljnjo uporabo. Prejemniku pa mora predstavljati nekaj novega, da mu poveča znanje in vpliva na njegove odločitve in ravnanje. Kakovost informacije se vidi v točnosti, popolnosti, relevantnosti, dosegljivosti, preverljivosti, dostopnosti in varnosti.
Informacija je tudi osrednji pojem obravnave v informatiki. Imeti mora svoj izvor (oddajnik) in ponor (sprejemnik), katerega doseže preko prenosnega kanala. Izvor oz. oddajnik sama po sebi nimata nobenega pomena in predstavljata "mrtvo informacijo", saj informacije ne posredujeta naprej do ponora oz. prejemnika.
Informacije v kontekstu informatike so predmet obdelave v informacijskem sistemu in so v digitalni (številčni) obliki. V informacijski sistem oziroma računalnik, pridejo v obliki podatkov, preko oddajnikov oziroma tipal kot so tipkovnica, mikrofon, igralna palica in podobno, ko pa ti podatki postanejo predmet obdelave se prelevijo v informacije. Informacije, tako kot tudi podatki, so v računalniku podane v dvojiškem, binarnem številčnem sistemu, zapišemo pa jih z biti (ang. Binary Digit), ki zavzemajo le dve nasprotni si vrednosti 0/1, da/ne. Več bitov skupaj pa tvori digitalno besedo. Tako poznamo štiribitno digitalno besedo (nible), osembitno digitalno besedo (byte), dvanajstbitno digitalno besedo, šestnajstbitno digitalno besedo itd. Število bitov, ki obsegajo digitalno besedo, je enako količini informacije.